# Mnichowo (Grande-Pologne)
Pour les articles homonymes, voir Mnichowo.
Mnichowo (prononciation : [mniˈxɔvɔ]) est un village polonais de la gmina de Gniezno dans le powiat de Gniezno de la voïvodie de Grande-Pologne dans le centre-ouest de la Pologne.
Il se situe à environ 6 kilomètres au sud-ouest de Gniezno (siège de la gmina et du powiat) et à 44 kilomètres à l'est de Poznań (capitale régionale).
Le village possède une population approximative de 700 habitants.

## Histoire
De 1975 à 1998, le village faisait partie du territoire de la voïvodie de Poznań.

Depuis 1999, Mnichowo est situé dans la voïvodie de Grande-Pologne.